# Elementos orbitais

Elementos orbitais de um corpo em órbita do Sol. P2 - Plano de referência (Mais frequentemente, no Sistema Solar, é usada a Eclíptica, mas pode ser usado, de uma forma geral, o plano do equador do astro principal (neste caso, do Sol)), P1 - Plano da órbita do corpo secundário, S - Astro principal (Sol), a - Semieixo maior, P - Periastro (Periélio), - Nó ascendente, - Argumento do periastro, - Ponto Vernal, Ω - Longitude do nó ascendente, i - Inclinação orbital do corpo secundário em relação ao plano de referência.

Os elementos orbitais de um corpo celeste são um conjunto de seis parâmetros que permitem definir a sua órbita em torno de qualquer outro corpo celeste de forma totalmente unívoca. Estas seis quantidades são:
- Longitude do nó ascendente ({\displaystyle \Omega \,\!})
- Inclinação orbital ({\displaystyle i\,\!})
- Argumento do periastro ({\displaystyle \omega \,\!}) - se a órbita for em torno do Sol, argumento do periélio
- Semieixo maior da órbita ({\displaystyle a\,\!})
- Excentricidade da órbita ({\displaystyle e\,\!})
- Anomalia média da época ({\displaystyle M_{o}\,\!})

Por vezes, no lugar da anomalia média da época, utiliza-se a anomalia média de um certo tempo ({\displaystyle M\,\!}), ou a longitude média, ou a anomalia verdadeira ou, mais raramente, a anomalia excêntrica.
Por vezes também a época da passagem pelo periastro substitui a anomalia média. Em lugar do semieixo maior pode-se utilizar também o período orbital.
Pode usar-se a {\displaystyle {\bar {\omega }}\,} (longitude do periastro), que se relaciona com a longitude do nó ascendente ({\displaystyle \Omega \,\!}) e com o argumento do periastro ({\displaystyle \omega \,\!}) mediante a seguinte expressão:
{\displaystyle {\bar {\omega }}=\Omega +\omega \,}
Os três primeiros elementos orbitais simplesmente são tais que os ângulos de Euler definem a orientação da órbita no espaço, enquanto os restantes três definem a forma da órbita e a posição do corpo na órbita.
- A inclinação e a longitude do nó ascendente indicam o plano da órbita.
- O argumento do periastro orienta a órbita dentro do seu plano.
- O semieixo maior (ou o período, indistintamente) determina o tamanho da órbita.
- A excentricidade determina a sua forma.
- A época da passagem pelo periastro (ou a anomalia média) permitem situar o objeto na sua órbita.

Os seis elementos anteriores surgem no problema dos dois corpos sem perturbações externas. Uma trajetória perturbada realista é representada como uma sucessão instantânea de cónicas que partilham um dos seus focos. Estes elementos orbitais chamam-se osculatrizes e a trajetória é sempre tangente a esta sucessão de cónicas.
Os elementos orbitais de objetos reais tendem a alterar-se ao longo do tempo.
A evolução dos elementos orbitais tem lugar devido fundamentalmente à força gravitacional dos outros corpos. No caso de satélites, devido à falta de esfericidade do primário, ou ao atrito com a atmosfera. Isto é fundamental nos satélites artificiais da Terra ou de outros planetas. No caso de cometas, a expulsão de gás e a pressão da radiação, ou as forças eletromagnéticas introduzem pequenas forças não gravitacionais que devem ser consideradas para explicar o seu movimento.